# Walter Raleigh
Pour les articles homonymes, voir Raleigh (homonymie).
Walter Raleigh, né dans le Devon probablement le 22 janvier 1552  et décapité le 29 octobre 1618 à la tour de Londres, est un écrivain, poète, courtisan, officier et explorateur anglais.

## Biographie

### Enfance
On en sait peu sur l'enfance de Walter Raleigh. On estime sa naissance en 1552, probablement le 22 janvier, ou en 1554. Il grandit dans la maison de Hayes Barton, une ferme près du village d'East Budleigh, dans le Devon. Il est le deuxième fils et troisième enfant survivant de Walter Raleigh (1504/5-1581) et de Catherine Champernowne († 1594). Il a pour demi-frères l'explorateur Humphrey Gilbert et Adrian Gilbert, et pour frère Carew Raleigh (en). Ceux-ci jouent des rôles importants durant les règnes d'Élisabeth Ire et Jacques Ier. Catherine Champernowne est une des nièces de Kat Ashley, la gouvernante d'Élisabeth, qui introduit les jeunes hommes à la Cour.
La famille de Raleigh est profondément orientée vers la religion protestante, et a fui plusieurs fois pendant le règne de la catholique Marie Ire d'Angleterre. La fuite la plus notable conduit son père à se cacher dans une tour pour éviter l'exécution. En conséquence, Walter Raleigh père développe une véritable haine du catholicisme et s'empresse de l'exprimer à la reine protestante Élisabeth Ire quand elle accède au trône en 1558. En matière de religion, Élisabeth Ire est bien plus modérée que sa sœur Mary.
En 1569, Walter Raleigh Junior part pour la France dans le but de servir les huguenots pendant la guerre civile. En 1572, Raleigh s'inscrit à l'université d'Oriel College, à Oxford, qu'il quitte un an plus tard et sans diplôme. Il termine son éducation dans les Inns of Court. En 1575, il s'inscrit au Middle Temple. Lors de son procès en 1603, il déclare qu'il n'a jamais étudié le droit. Entre 1575 et 1603, sa vie n'est pas vraiment connue, mais dans son History of the World, il affirme avoir été témoin de la bataille de Moncontour (3 octobre 1569) en France. En 1575 ou 1576, Raleigh retourne en Angleterre.

### Règne d'ÉlisabethIre
Il se concilia de bonne heure la faveur de la reine Élisabeth Ire, combattit les Irlandais révoltés, conçut le projet de coloniser l'Amérique du Nord en fondant en 1584 l'établissement de la Virginie (dont la première carte fut dressée par le mathématicien Thomas Harriot, qui l'accompagnait), contribua à battre la fameuse Invincible Armada d'Espagne et travailla à placer sur son trône le roi du Portugal (1589). 
Il fut plusieurs fois élu membre du Parlement et y jouit d'une grande influence. Disgracié un temps en 1592 pour avoir séduit et épousé secrètement une des filles d'honneur de la reine, Élisabeth Throckmorton (en), fille de l'ancien ambassadeur Nicholas Throckmorton, il revint bientôt dans ses faveurs et disputa à Leicester et au comte d'Essex le cœur d'Élisabeth ; on l'accusa d'avoir hâté la perte de Robert Devereux, le 2e comte d'Essex. 
Il dut en outre faire face à l'accusation d'athéisme au début des années 1590, événement qui a suscité au XXe siècle l'hypothèse d'une société secrète d'athées (l'École de la nuit) dont il aurait été l'un des membres.
L'un de ses lieutenants, accompagné de bûcherons écossais, deviendra le capitaine Peter Wallace qui, en 1634, installe l'un des premiers camps de boucaniers caché dans la mangrove impénétrable du Belize, là où sera bâtie Bélize City.

### Règne de Jacques Ier
Sous Jacques Ier, il perdit tout son crédit, fut accusé d'avoir pris part à une conspiration contre le roi, et jeté dans une prison où il croupit pendant douze ans, de 1604 à 1616. 
Walter Raleigh obtint enfin sa liberté provisoire et entreprit en 1617 une expédition au Guyana, où il espérait découvrir des mines d'or. Il prit possession d'une partie de ce territoire au nom de l'Angleterre, mais, ayant détruit quelques établissements espagnols, il fut, sur demande de l'Espagne, emprisonné de nouveau à son retour ; on réactiva l'ancienne accusation de trahison dont il n'avait pas été entièrement déchargé ; il fut condamné à mort et exécuté en 1618. 
Pendant sa longue détention, Walter Raleigh composa divers écrits, entre autres une histoire (inachevée) du monde (The Historie of the World),, qui est fort estimée pour le style comme pour le fond. Il fut l'ami d'Edmund Spenser. On lui attribue l'introduction du tabac en Virginie et à Jersey, ainsi que de la pomme de terre en Angleterre. Outre l'Histoire du Monde, il a laissé des Œuvres diverses, qui ont été publiées à Londres en 1751, et parmi lesquelles une Description de la Guyane, illustrée par Hondius[Lequel ?].

## Culture populaire
Walter Raleigh est cité dans le morceau des Beatles I'm So Tired issu de l'album blanc, composé par John Lennon. En effet, il le qualifie de stupid git (quel imbécile !) à la fin de la chanson car, lors de ses expéditions coloniales, il introduisit le tabac en Angleterre. Ainsi, John Lennon le tient pour responsable de sa dépendance à la cigarette.
Walter Raleigh est incarné au cinéma en 1955 par l'acteur Richard Todd dans Le Seigneur de l'aventure et par Edward Everett Horton en 1957 dans L'Histoire de l'humanité.
Walter Raleigh est présenté comme étant un pirate dont la reine Élisabeth Ire d'Angleterre tombe amoureuse dans le film Elizabeth : L'Âge d'or de Shekhar Kapur sorti en 2007. Il y est incarné par Clive Owen. 
Il a également inspiré le personnage de Silvers Rayleigh dans le manga culte One Piece.
Il est un personnage secondaire du roman de fantasy historique Peines de mots perdus de Jean-Laurent Del Socorro .
Les habitants de la ville américaine de Raleigh, fondée en 1792, choisissent ce nom en mémoire de Walter Raleigh, fondateur de la première colonie anglaise permanente. Raleigh devient ensuite la capitale de l'État de Caroline du Nord.

## Citations
Grâce à son expérience de navigateur, Walter Raleigh est un des premiers à souligner l'importance géopolitique et économique de la maîtrise des mers pour un pays : « Qui tient la mer tient le commerce du monde ; qui tient le commerce tient la richesse ; qui tient la richesse du monde tient le monde lui-même ». Cette devise résume à elle-seule la future politique économique du Royaume-Uni, qui deviendra, grâce en grande partie à sa supériorité maritime, la première puissance économique du XIXe siècle et le pays pionnier de la révolution industrielle. Cette phrase sera également source d'inspiration pour des géographes (par exemple : Halford John Mackinder). Gabriel Garcia Marquez en fait le héros involontaire de son conte fantastique Le noyé le plus beau du monde (1968)

## Publications sur sa vie
- Raleigh's discovery of Guiana, 1905 sur manioc.org